# Cognomen
Das Cognomen (alternative Schreibweise Kognomen, lateinisch für „Beiname“; Plural Cognomina) war oft der dritte Namensbestandteil der regulären römischen Namensgebung (tria nomina). Dieses Dreinamenssystem aus praenomen, nomen gentile und cognomen, das sich Ende des 3. Jahrhunderts v. Chr. entwickelt hatte, war auch in der etruskischen Namensgebung üblich. Wem die Urheberschaft des Dreinamenssystems zuzuschreiben ist, konnte bis jetzt nicht geklärt werden.
Ursprünglich waren Cognomina wohl den einzelnen Träger charakterisierende Bei- oder Spottnamen (zum Beispiel Cicero, abgeleitet von cicer „Kichererbse“; Crassus von crassus „fett“), wurden später aber teilweise innerhalb einer Familie (gens) erblich, wobei meist nur der älteste Sohn das Cognomen des Vaters übernahm. Ein jüngerer Sohn musste sein Cognomen dann vom Namen der Mutter oder anderswie ableiten.
Da es so auch der Unterscheidung bei gleichem Namen diente, kann es als Vorläufer der modernen Nachnamen gelten, die sich in Europa erst seit dem 13. Jahrhundert entwickelt haben; so bedeutet in der heutigen italienischen und katalanischen Sprache, die wie die anderen romanischen Sprachen auf das Lateinische zurückgehen, cognome bzw. cognom „Nachname“.
Freigelassene Sklaven führten in der Regel ihren bisherigen (einzigen) Namen als Cognomen, während sie Prae- und Gentilnomen von ihrem früheren Herrn übernahmen.
Bekannte römische Cognomina sind zum Beispiel Scipio, Caesar oder Brutus.
Vom Cognomen zu unterscheiden ist das Agnomen, ein zusätzlicher Beiname, der eine auffällige Eigenschaft einer Person kennzeichnete oder nach (militärischen) Erfolgen verliehen wurde (zum Beispiel Africanus bei Publius Cornelius Scipio Africanus und Germanicus bei Nero Claudius Drusus Germanicus). Es übernahm allerdings zunehmend die Funktion des Cognomens, als auch dieses anfing, erblich zu werden.